# Восинские
Восинские — польско-русский дворянский род, герба Сас.
В 1573 году опричниками Ивана Грозного числились: Иван и Федосей Гавриловичи, Никита Васильевич Восинские.
Родоначальник их, Иван Восинский, владел коронным войтовством Завады, в Перемышльском старостве (1684). Потомки его внесены в VI часть родословных книг Минской и Подольской губерний.
Также существует род Восинских, герба Бродзиц.

## Описание герба
В лазоревом поле, серебряная стрела, сопровождаемая по бокам двумя о шести лучах золотыми звездами, а в оконечности золотым полумесяцем, рогами вверх.
Щит увенчан дворянскими шлемом и короною. Нашлемник: три серебряных страусовых пера. Намёт: справа — лазоревый, с серебром, слева — лазоревый, с золотом. Герб рода Восинских внесён в Часть 11 Общего гербовника дворянских родов Всероссийской империи, стр. 43.